# Перемещение зданий и сооружений

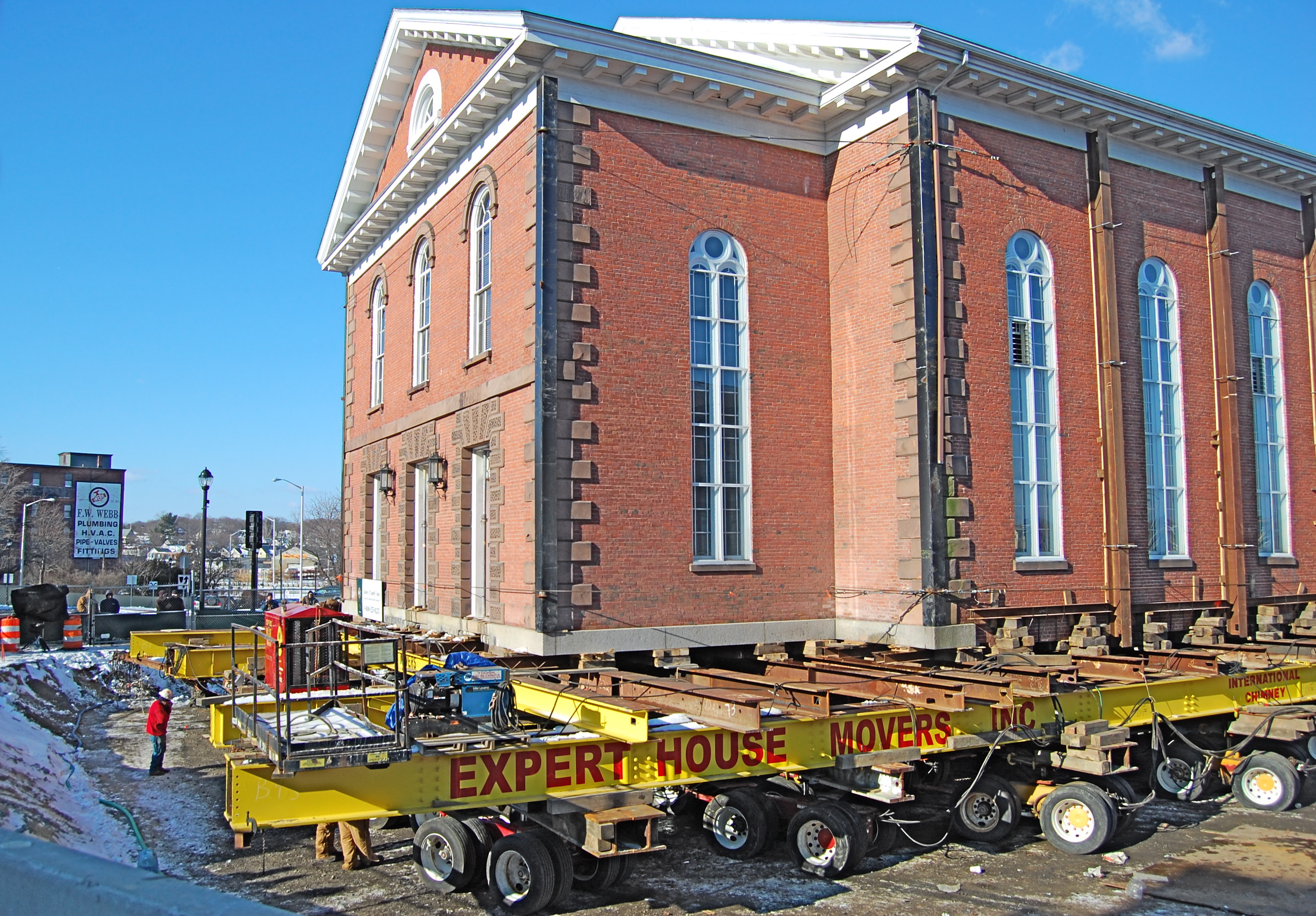
Перемещения исторического здания церкви XIX века на тележке с гидравлическим приводом в городе Сейлем, штат Массачусетс

Перемещение зданий и сооружений — совокупность инженерно-технических и строительных работ, проводимых с целью изменения местоположения строений.
Перемещение из одного места в другое может производиться одним из двух основных способов: путём разборки объекта и его сборки в пункте назначения, или же путём транспортировки объекта целиком.
Во втором случае не предусматривается не только полной разборки зданий, но и внесения каких бы то ни было значительных структурных изменений в конструкцию здания и вмешательств в архитектурно-художественные элементы. Если расстояние невелико, здание может быть помещено на временные рельсовые тележки, в противном случае используются колёсные платформы. 
Подобные перемещения могут быть достаточно сложными и требуют удаления выступающих частей здания, таких как дымовые трубы, а также препятствий на пути, таких как линии электропередачи или деревья. В некоторых случаях передвижка зданий осуществляется без выселения проживающих в нём людей.
Причины перемещения зданий могут быть самыми разными: от причин коммерческого характера (например, для улучшения вида), до задач сохранения ценных или исторически значимых зданий. Перемещения могут быть сделаны просто по желанию владельца, или для отделения здания от участка земли, на котором оно стоит. Передвижка зданий, как правило, выполняется в том случае, если изначальное местоположение здания было выбрано неудачно, и его перемещение предпочтительно с точки зрения градостроительства, для приведения планировки районов в соответствие генеральному планированию.

## История

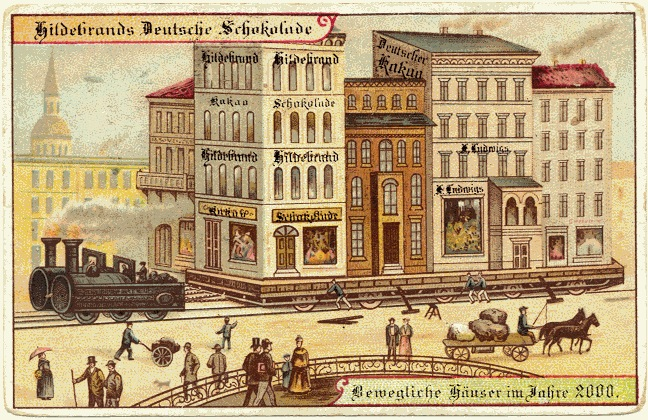
Передвижение здания «Гильдебранд» с помощью паровой тяги. Германская почтовая открытка 1900 год из серии "Какой будет Германия в 2000-м году".

Первое документально засвидетельствованное перемещение здания состоялось ещё в 1455 году, когда Аристотель Фиораванти переместил на 13 метров 24-метровую колокольню делла Маджоне при церкви Санта Мария Маджоре в Болонье. Перемещение крупных зданий возобновилось в США в 1870 году, когда для этого в Нью-Йорке была основана специальная фирма:24 под названием Christian Vorndran's Sons, с тех пор такие работы в этой стране были широко распространены вплоть до Великой депрессии — до 1932 года:8. Например, с 14 октября до 27 ноября 1895 года продолжалось передвижение на 51 фут (16 м) 6652-тонной церкви в Чикаго подрядчиком Харви Шилером (Harvey Sheeler). Из европейских работ нового времени можно выделить перемещение в 1930 году старой ратуши в Раннерсе (Дания), построенной в 1778 году, массой около 700 тонн, на 3 метра:32.
В 1964—1968 годах в Египте, во время строительства Асуанской плотины, были разобраны и перенесены храмы в Абу-Симбеле. Храмы были разрезаны на блоки массой до 30 тонн (в среднем 20 тонн), перенесены на новое место и собраны заново. Перенос памятников Абу-Симбела и Филе считается одной из крупнейших инженерно-археологических операций в мире.

### В России
В России в 1812 году Дмитрий Петров переместил деревянную церковь в Моршанске. Первое перемещение каменного здания в России состоялось в 1898 году, это был дом по Каланчёвской улице в Москве, который принадлежал Джейн МакГилл (Евгении Ивановне Мак-Гилль), вдове состоятельного шотландца Роберта МакГилла; автор проекта передвижения — инженер И. М. Федорович:25. Но в дореволюционное время подъём и перемещение домов широкого распространения не получили.

### В СССР
Эта практика возобновилась позднее, когда в 1934 году инженер Н. Г. Кирлан переместил находившееся в Макеевке каменное двухэтажное здание почты массой 1300 тонн.

#### Реконструкция Москвы
Генеральный план реконструкции Москвы 1935 года предусматривал расширение магистральных улиц за счёт сноса некоторых зданий. Тем не менее, некоторые дома решено было не сносить, а сдвинуть вглубь жилого массива. В 1936 году в Москве создали специальную контору со специалистами из метростроя, которая занималась перемещением домов. Сперва были передвинуты 6 небольших домов, а уже потом пошли более крупные объекты. В общей сложности до войны в Москве было передвинуто 23 каменных дома:28.
Среди них, в том числе, следующие:
- ул. Горького, д. 24 (ныне ул. Тверская, д. 6, стр. 6) — Саввинское подворье, массой 23 тысячи тонн — самый тяжёлый дом из подвергавшихся перемещению в Москве и мире[10];
- ул. Горького (ныне ул. Тверская), д. 13 — Моссовет[3]:28;
- ул. Горького, д. 18 (ныне ул. Тверская, д. 18Б) — Конторский дом Сытина, передвигался в апреле 1979 года[3]:28;
- ул. Осипенко (ныне ул. Садовническая), д. 77, передвигался летом 1937 года[3]:27;
- ул. Серафимовича, д. 5/16[3]:28;
- ул. Люсиновская, д. 24;
- пер. Садовских, д. 7 — Московская глазная больница[3]:28;
- Камергерский переулок, д. 3 — МХАТ, передвигался в 1983 году[3]:28.

«Переезд» дома по ул. Серафимовича увековечила в стихотворении поэтесса Агния Барто:

Дом стоял на этом месте,

Он пропал с жильцами вместе!

[…]

Поищите за углом —

И найдёте этот дом.
— А. Барто, «Дом переехал», 1938
Работами руководил советский инженер Э. Гендель. Здания перемещались настолько плавно, что в некоторых случаях жильцы даже не сразу замечали начало движения, при этом они не теряли возможности пользоваться всеми удобствами — в домах продолжали действовать водопровод, канализация, электросеть, телефон, радио.
В последующем данная контора была переименована в «Трест по разборке и перемещению зданий». В дальнейшем перемещения домов в Москве производились не часто. Одним из самых масштабных было перемещение жилого дома на Тверской улице. Подготовительные работы велись несколько дней, а потом, ночью, пока все жильцы дома спали, его передвинули.
Практика передвижки домов продолжилась и в послевоенные годы.
В связи с прокладкой Комсомольского проспекта и строительством метромоста осенью 1958 года были одномоментно передвинуты два здания: НИИ ВОДГЕО и НИИ ПРОМСТРОЙПРОЕКТ. Сейчас адрес этих зданий: Комсомольский проспект, 42С2 и 42С3. Особенность зданий: железобетонный каркас с кирпичным заполнением, масса рекордная. Здания перемещены примерно на сто метров и установлены на заранее подготовленный фундамент. Во время перемещения в зданиях работали все лаборатории, люди находились в помещениях. Лаборатория биологической очистки сточных вод работала, как всегда, круглосуточно.

### В Азербайджане

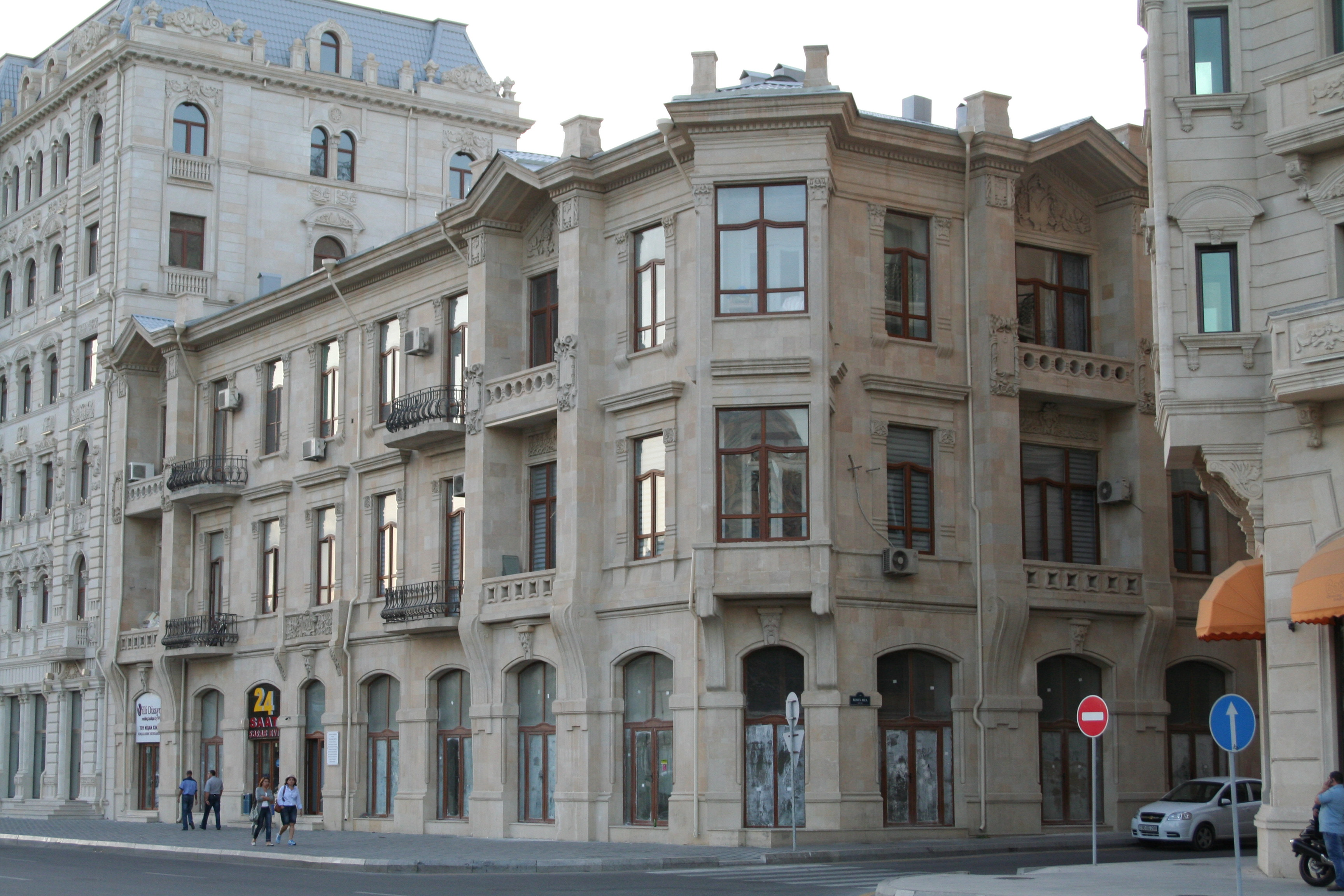
Особняк Гаджинского на улице Физули в Баку

В апреле 2013 года в столице Азербайджана городе Баку в связи с расширением улицы Физули на 10 метров был перенесён дом массой 18 тысяч тонн, построенный ещё в 1908 году на средства бакинского нефтепромышленника и мецената Иса-бека Гаджинского. Это здание стало первым перемещённым домом в Азербайджане.

## В искусстве
- А. Барто. Дом переехал // Снегирь. — Сборник стихов. — М.: Детиздат ЦК ВЛКСМ, 1939.
- «Шуми городок», кинокомедия Киевской киностудии, 1939 г.
- Грандиозные переезды (англ. Monster Moves) — документальный телевизионный сериал канала National Geographic о перемещении исторических зданий, домов и других крупных крупных объектов.